# Roullingen
Roullingen (en luxemburguès: Rulljen; en alemany:  Rullingen) és una vila de la comuna de Wiltz, situada al districte de Diekirch del cantó de Wiltz. Està a uns 41 km de distància de la ciutat de Luxemburg.